# Metroid
| Mottagande      | Mottagande    |
| Samlingsbetyg   | Samlingsbetyg |
| Tjänst          | Betyg         |
| --------------- | ------------- |
| Gamerankings    | 63,00%        |
| Recensionsbetyg |               |
| Publikation     | Betyg         |
| Allgame         | [ 3 ]         |
| Gamespot        | 5,5/10        |
| IGN             | 8/10          |

Metroid (japanska: メトロイド Hepburn: Metoroido?) är ett datorspel utvecklat av Nintendo Research & Development 1 och Intelligent Systems och utgivet av Nintendo till Famicom Disk System och Nintendo Entertainment System. Det producerades av Gunpei Yokoi och regisserades av Satoru Okada och Yoshio Sakamoto. Musiken komponerades av Hirokazu Tanaka.

## Spelupplägg
Metroid är ett actionäventyrsspel i vilket spelaren kontrollerar Samus Aran genom ett spriterenderat 2D-landskap. Spelet äger rum på den fiktiva planeten Zebes som består av flera olika områden, vilka är sammankopplade med hjälp av dörrar och hissar. Spelaren kontrollerar Samus genom planetens grottor där hon främst jagar Rymdpirater. I början av spelet har Samus enbart ett svagare vapen och förmågan att hoppa som sin enda hjälp mot sina fiender. Allt eftersom spelet fortskrider kommer spelaren att utforska fler områden på Zebes och där samla på sig olika power ups. Med hjälp av dessa power ups förstärks Samus rustning och vapen samt att det ger henne tillgång till områden som hon inte kunde komma till tidigare. Några av dessa power ups är Morph Ball (vilken gör att Samus kan krypa ihop till en boll och rulla in i trånga tunnlar) och Screw Attack (vilken gör att Samus kan göra flera volter i luften samtidigt som hon då dödar alla fiender som kommer i hennes väg). Förutom alla de vanliga fiender som Samus stöter på under spelets gång möter hon även bossar, vilka hon måste besegra för att kunna komma vidare i spelet. Besegrar Samus en vanlig fiende får hon ibland påfyllning av energi eller ammunition medan om hon besegrar en boss får hon större kapacitet att bära sin ammunition och även hjälp att ta sig till det slutgiltiga området i spelet.

## Handling
Metroid utspelar sig på planeten Zebes. Man spelar som prisjägaren Samus Aran. I spelet får man möta kända bossar som Kraid och Ridley, men huvudmålet är att förstöra Moderhjärnan. Man är tvungen att kämpa sig igenom olika platser på Zebes för att uppnå detta mål. Dessa platser är Brinstar (där man börjar spelet), Norfair (en lavavärld), Kraid's Hideout (där Kraid håller till), Ridley's Hideout (där Ridley håller till) och slutligen Tourian (som är invaderat av Metroider och även platsen där Moderhjärnan håller till). När spelet var avklarat fick spelarna en chock då de upptäckte att Samus var en kvinna.

## Utmärkelser
WatchMojo.com placerade Metroid på plats 8 på deras lista "Top 10 Video Games of the 3rd Generation".

## Andra versioner av spelet
2004 släpptes en remake av spelet, kallat Metroid: Zero Mission, till Game Boy Advance. Spelet hade ny uppdaterad datorgrafikgrafik och musik. Storyn hade även förlängts på vissa delar. När man klarat av spelet låstes originalspelet upp.
Senare släpptes även Metroid i Game Boy Advance-serien kallad NES Classics.
Om man klarar av både Metroid Fusion och Metroid Prime och använder Nintendo Gamecube Game Boy Advance Cable mellan dem kan man få spela det första Metroid-spelet på sin Nintendo Gamecube.